# Jednotná Abcházie
Jednotná Abcházie (abchazsky: Аԥсны Акзаара) je politická strana v Abcházii. Jednotná Abcházie byla založená 25. března 2004 jako socio-politické hnutí s jasnými cíli, reprezentovanými jejich jediným kandidátem do prezidentských voleb konaných ve stejném roce.

## Dějiny
Dne 20. července 2004 vytvořila Jednotná Abcházie alianci s hnutími Amcachara a Aitaira a s Federací nezávislých obchodních unií. Dohromady navrhli bývalého premiéra Sergeje Bagapše jako kandidáta na post prezidenta. Bagapš volby vyhrál s malým náskokem, ale zanedlouho byly vyhlášeny nové volby kvůli nastalé politické krizi a nejednoznačnému výsledku druhého nejlepšího kandidáta Raula Chadžimby. Do nových voleb se oba dva kandidáti spojili, takže Raul Chadžimba kandidoval s Bagapšem coby viceprezident, a drtivě zvítězili.
Ve volbách do Abchazského lidového shromáždění v roce 2007 získali společně s hnutími Amcachara a Aitaira 28 míst z 35. V roce 2009, téměř 5 let po svém vytvoření, se Jednotná Abcházie transformovala v politickou stranu. Novým předsedou se stal Daur Tarba a jeho zástupci se stali Alchas Kardava a Zurab Kadžaja. V roce 2012 postavili pro další volby do Abchazského lidového shromáždění voleb jen 11 kandidátů, z nichž se do druhého kola dostali jen čtyři a ve druhém kole zvítězili jen tři.
12. června 2013 se konal pátý sjezd strany, na kterém bylo rozhodnuto, že se strana pro nesouhlas s politikou prezidenta Alexandera Ankvaba přesune do opozice.
V roce 2016 se předsedou strany stal bývalý ministr zahraničí a bývalý premiér Sergej Šamba.
15. března 2022 vyjádřila strana prostřednictvím předsedy Sergeje Šamby podporu Rusku ohledně „zvláštní operace pro demilitarizaci a denacifikaci Ukrajiny“ a podpořila úsilí Ruska o vytvoření systému kolektivní bezpečnosti v Evropě po rozpadu SSSR.